# Агава (дочь Кадма)

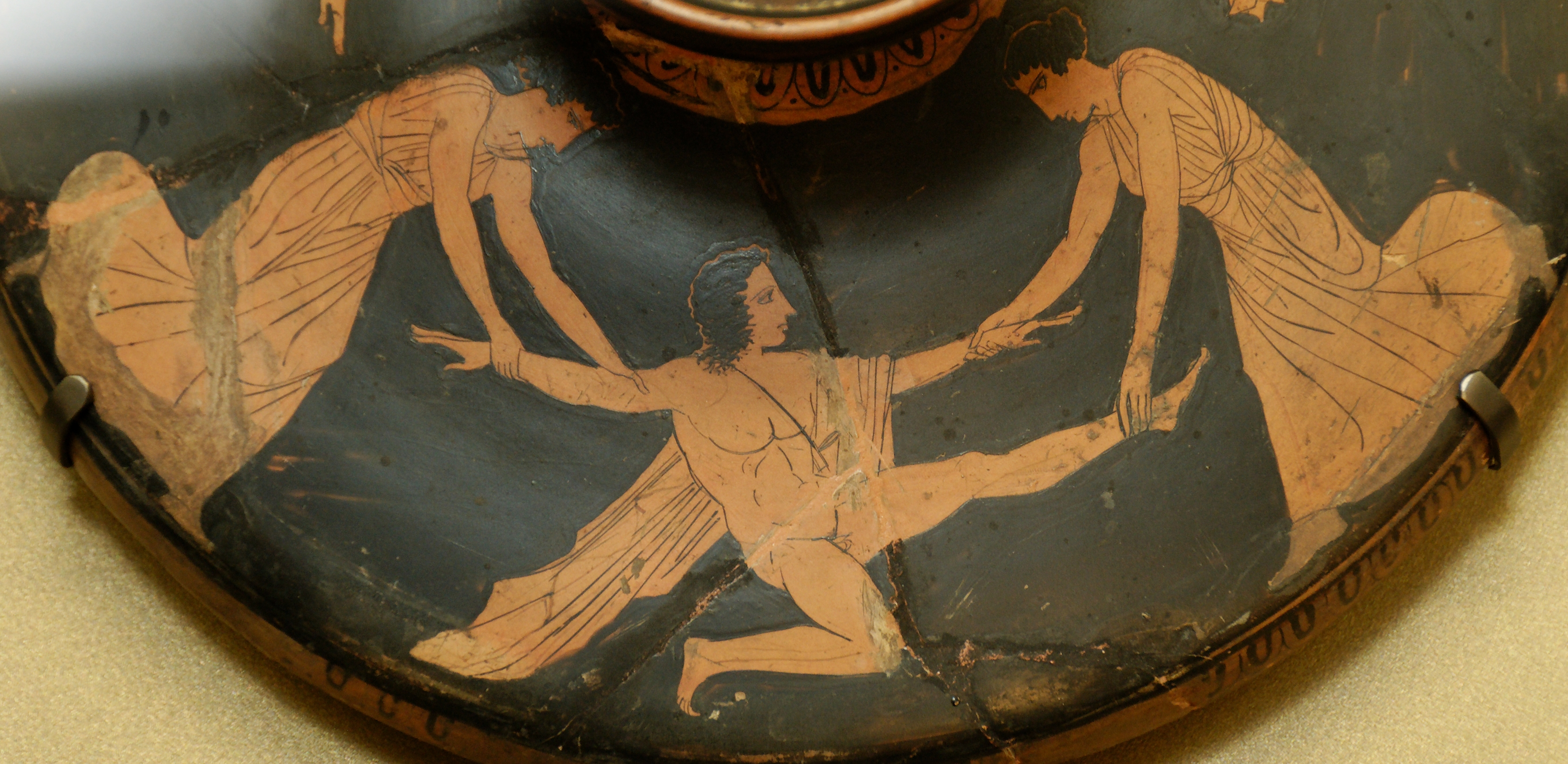
Агава и Ино разрывают Пенфея. Лекана. Лувр

Агава (др.-греч. Ἀγαύη «прославленная») — персонаж древнегреческой мифологии из фиванского цикла, дочь Кадма и Гармонии, мать Пенфея. Она отказалась признавать своего племянника Диониса богом, и тот в наказание наслал на неё временное безумие: Агава приняла участие в растерзании собственного сына. Этот миф стал сюжетной основой трагедии Еврипида «Вакханки», очень популярной в античную эпоху.

## В мифологии
Агава была одной из дочерей Кадма, основателя и первого царя города Фивы в Беотии. По отцу она приходилась правнучкой Посейдону, по матери, Гармонии, — внучкой Аресу. Её братом был Полидор, сёстрами — Семела, Ино и Автоноя. Кадм выдал Агаву за Эхиона, одного из спартов (людей, родившихся из брошенных в землю драконьих зубов). В этом браке родился Пенфей, который стал царём Фив после смерти деда.
Сестра Агавы Семела стала возлюбленной Зевса и матерью Диониса. Агава, как и две оставшиеся сестры, не поверила в божественное происхождение этого ребёнка: она утверждала, что Семела лгала о своей связи с Зевсом и что именно эта ложь стала причиной её гибели. Дионис, когда стал взрослым, отомстил своей тётке. Он вверг Агаву и других фиванских женщин во временное безумие, заставив их оставить свои дома и предаваться оргиям на склонах горы Киферон. Пенфей последовал за вакханками, чтобы увидеть оргию своими глазами; те его заметили, приняли за львёнка и разорвали на куски. Агава приняла в этом участие. Она насадила голову сына на тирс и с ликованием понесла её в Фивы, только в городе поняв, что произошло на самом деле. О дальнейших событиях пишет только один античный автор, Гигин: по его данным, Агава бежала из Фив и оказалась в Иллирии у царя Ликотерса, который на ней женился. Позже она убила мужа, чтобы его царство досталось Кадму (по этой версии мифа отец Агавы был тогда ещё жив).
По версии Оппиана, сёстры Семелы, включая Агаву, были кормилицами Диониса и после растерзания Пенфея превратились в леопардов, которые именно поэтому любят вино.

## Память
Миф об Агаве и Пенфее стал сюжетной основой для ряда античных пьес. Это трагедии «Пенфей» Феспида, Эсхила, Ликофрона, Иофонта; «Вакханки» Еврипида, Клеофонта, Иофонта, Ксенокла. Текст пьесы Еврипида сохранился. Та её сцена, в которой Агава понимает, что разорвала на куски собственного сына, пользовалась огромной популярностью у античных зрителей. Этот сюжет использовали и художники; Агава с головой Пенфея была изображена на монетах города Амастрида.
По имени Агавы назван род однодольных растений из Северной Америки — Агава (лат. Agave).